# Suwaydi
Suwaydi fou un petit principat autònom kurd que va existir als segles XIV a XIX.
Els governants reclamaven un origen barmàquida; els ancestres haurien estat adoptats per la tribu Suwaydi. El feu hereditari era la regió de Gandj.